# (3506) French
(3506) French est un astéroïde de la ceinture principale.

## Description
(3506) French est un astéroïde de la ceinture principale. Il fut découvert le 6 février 1984 à la station Anderson Mesa par Edward L. G. Bowell. Il présente une orbite caractérisée par un demi-grand axe de 3,00 UA, une excentricité de 0,10 et une inclinaison de 9,1° par rapport à l'écliptique.

## Compléments